# 大懶堂
大懶堂，英語：（全名：Lazy Mutha Fucka），是於1999年成立的一隊香港新金屬、硬核嘻哈、饒舌搖滾樂隊組合，歌詞內容對於政治、社會現象等題材有一定的涉獵和探討，有別於其他香港主流樂隊。樂隊曾經因人數不足解散，部份成員活躍娛樂圈，不過大多以演唱會平台或嘉賓亮相唱歌，如與鄭秀文合唱《愛是.....》，其後於2009年復出。2019年推出最新作品、反送中運動為主題的歌曲《二零一九》，痛批警暴及政府。

## 簡介
“LMF”早期只不過是一群獨立樂隊在「Dark Entry」音樂會尾聲的時候以「大雜燴」形式出現，而後隨著「Dark Entry」的停辦，它也停擺了一段時間，1996年曾為香港地下音樂合輯「自主音樂圖鑑 」寫過他們第一首的原創中文歌「同床」。直到1999年以Anodize、Screw和N.T.三個獨立樂隊為骨幹（然而後期，原屬N.T.的MC Yan跟其他原屬N.T.的成員意見不合，最後只有MC仁留下來；其他原屬N.T.的成員便跟個別樂隊另組“Family”），加上在本地Hip-hop界享負盛名的DJ tommy組成了現時人所共知的大懶堂。由於其作品屬於非主流音樂，因此很難各電台派台，只能在網上發表及演唱會亮相。
大懶堂自1999年推出首張EP後，因歌詞有不少粗口內容，其歌曲即引起社會頗大爭議，因此部分歌曲也推出無粗口版本。但他們和不少專門研究社會問題和流行文化的學者和人士皆認為，那是時下年青人的文化和態度，以及對現實社會的不滿。後來他們漸漸為社會所接受，並晉身主流樂壇。
2000年他們順勢推出《大懶堂》，因為沒有列明指引條例，令華納唱片公司賠償款項，不過做就在樂壇的意外的成績，令他們進身三甲位置，叱吒樂壇組合金獎和十大歌曲第五位。
2001年，他們作為生力啤的代言人，並拍攝多輯廣告。然而，商業化轉變使他們的支持度下降，同時亦不斷備受主流媒體和保守人士的長期批評。
最後於2003年解散，但部份成員至今仍活躍於樂壇，並經常與香港及其他地區的音樂界人士合作交流音樂。
2009年4月，第28屆香港電影金像獎，李小龍剛好60週年，他們被邀請唱《1127》紀念李小龍，而《1127》本身意義，是李小龍出生日期——11月27日。
11月，大懶堂正式復出並發表新曲《揸緊中指》，其後再推出新曲《數治時代》。
2014年發表新曲《惡世紀》。
2018年獲邀擔任第9屆金音創作獎頒獎嘉賓。
2019年發表新曲《二零一九》。
2023年8月6日 陳匡榮（Davy，大飛）病逝。

## 獎項
- 2000年度叱咤樂壇流行榜頒獎典禮專業推介：叱咤十大第五位《大懶堂》
- 2000年度叱咤樂壇流行榜頒獎典禮組合獎：金獎
- 2001年度十大中文金曲 最愛歡迎卡拉OK歌曲獎：愛是 .... feat 鄭秀文
- 2022年度香港首個HipHop音樂頒獎典禮Whats Good Music Awards：《Hall of Fame 名人堂》

## 成員

### 現任成員
- 陳偉雄（Phat，阿肥）（Rap）（現亦為組合廿四味（主音））
- 梁永傑（Kit，阿傑）（Rap）（現亦為組合廿四味（主音））
- 陳廣仁（MC Yan，MC仁）（Rap）（原屬N.T.的成員，現成立了自己的音樂廠牌（Fu©Kin Music福建音樂）及服裝品牌（寧死不屈 NSBQ） 是香港街頭塗鴉教父）（現亦為獨立音樂人、塗鴉藝術家，修西藏密宗，研究神秘學）
- 孫國華（華哥）（Rap，唱）(前重金屬樂隊Anodize主音）
- 麥文威（Jimmy，老占）（低音結他）(前重金屬樂隊Anodize 低音結他手，現亦為ThePostman和COOPER樂隊低音結他手，DJ BMX 專門店創辦人)
- 李健宏（Kevin，Kevin仔、KB）（鼓）（ViuTV Chill Club鼓手, Sun entertainment artist, 品牌The Baddies主理人）
- 梁偉庭（Prodip，阿庭）（結他）（現亦為唱片封套設計師及UFO研究員，曾策劃香港首部有關不明飛行物體的紀錄片《Hong Kong UFO Documentary》）

### 離開成員
- 李燦森（Sam）（為客席成員，Monkey Men主音）
- 鄭華勝（Gary，勝哥）(結他 / 結他)
- 張進偉（DJ Tommy，烏蠅）(打碟机和混音台)（唱片公司CMD前CEO，已退出本團）
- 洪柏琪（Kee，阿琪）(結他)
- 陳匡榮（Davy，大飛）（結他）(前重金屬樂隊Anodize鼓手，曾為主流歌手作曲及A.ROOM 監製，於2023年8月6日逝世)

## 唱片列表

### 錄音室專輯
- 2000年：《大懶堂》
- 2001年：《AROOM REPRESENTS THE REALAZY MOFO DBF》
- 2002年：《Crazy Children》
- 2003年：《Finalazy》

### EP
- 1999年：《Lazy Mutha Fucka》
- 2001年：《LMFamiglia》
- 2019年：《Lazy Mutha Fucka LMF 2009-2019》

### 精選輯
- 2002年：《嘻武門》（精選+新曲）
- 2003年：《LMFsHits Greatest Hits》
- 2009年：《The Ultimate_s...Hits》
- 2016年：《LMFSHITS》

### 單曲
- 1996年：《同床》— 收錄於「自主音樂圖鑑」
- 2009年：《揸緊中指 （页面存档备份，存于）》
- 2010年：《數治時代》
- 2014年：《惡世紀》
- 2019年：《二零一九 （页面存档备份，存于）》

### 現場專輯/DVD
- 2002年：《LMF VIDEOPHILE》
- 2011年：《LMF FLASHBACK OF THE OLD DAYS》

### 個別成員作品
- 1999年： DJ TOMMY 《Scratch Rider》
- 2001年： DJ TOMMY 《Respect 4 Da Chopstick HipHop》
- 2001年：大飛DAVY CHAN《Aroom Represents The Realazy Mofo.DBF》
- 2008年：MC仁《福建音樂》
- 2009年： DJ TOMMY 《Vinyl-CD-MP3》

## 演唱會
- 2001年：2001 Amiglia 演唱會
- 2003年：2003 Finalazy 演唱會
- 2009年12月6日：The Wild Lazy Tour(Singapore)
- 2010年1月2-3日：The Wild Lazy Tour(Hong Kong)
- 2010年4月24日：The Wild Lazy Tour(Macao)
- 2010年9月4日：The Wild Lazy Tour(KUALA LUMPUR, MALAYSIA)
- 2014年3月31日：Neo Tribes Tour(Hong Kong)
- 2015年5月31日：澳門站
- 2016年10月7-8日: LMF NEO TRIBES TOUR PART II
- 2018年5月4-5日: LMF Still Lazy Live
- 2019年12月28-29日: LMF XX YEAR FEST(Hong Kong)

## 電影
- 2001年：《因乜差事跳跳跳（英语：Yamakasi (film)）》（配音）
- 2002年：《大你》（紀錄片）

## 評價
以粗口、通俗手法寫成的粵語歌，早見於二戰後的香港。黃秋生從1990年代起曾推出三張含有粗口歌的唱碟。大懶堂的歌詞，大多數以身邊之見聞而有感而發。在《WTF》中聽出大懶堂對官商勾結及政府的控訴和不滿在此曲二十週年後，亦同樣邀請到唱作歌手填上新詞，是為 《W.T.F.H.K. （页面存档备份，存于）》，同時亦有馬來西亞版本 《W.T.F.M.Y. （页面存档备份，存于）》。之後有三首歌，每一首都針對該屆特區政府及其特首的爭議而來；《揸緊中指 （页面存档备份，存于）》針對曾蔭權的六四言論；而《惡世紀》就針對梁振英 (UGL事件) 而來，至於《二零一九 （页面存档备份，存于）》就直斥林鄭月娥在反對逃犯條例修訂草案運動濫用暴力。
有人認為這是唱出了「港人心聲」，又有人指出這是創作自由的成果。
但由於有很多人對這類歌詞難以接受，加上各種原因，令唱粗口歌的人變得具爭議性：
- 港人以聽情歌、流行曲為主，一時難以接受另類的音樂文化。
- 有保守派人士為了樹立衛道之士的形象，而打擊唱粗口歌的人，並抹黑其形象。甚至到了2021年，仍然會有廣播機構節目編輯表示因為大懶堂的歌曲含有粗口，感覺「不decent」，而拒絕播出其訪問節目。[3]
- 狂野派對流行年代，填上粗俗歌詞的舞曲大行其道。而繼大懶堂的歌曲流行後，陸續有不少Hip Hop歌手進身樂壇。到現時仍有很多人分不清誰唱甚麼曲的，做成資訊混淆。例如有人把樂隊MP4（4PM）所唱的「老竇咪索茄」，當成為大懶堂所唱。
- 「潮童」為了聽粗口而聽粗口歌，曲解歌詞原意。令人誤解為「粗口歌就是教壞人」，因而只要是粗口歌就會被歧視。

## 其他
2001年，大懶堂名曲《冚家拎》，當中一句點題獨白「好彩阿叔我都慧眼識新星，一睇，哈哈，就知你係冚家拎喇！」，乃取樣自1981年由章國明執導的香港新浪潮電影《邊緣人》中的一句對白。

## 有關書籍
- 《出賣LMF：粗口音樂檔案》（伍詠詩等著）[5]
- 《地下狂野分子》（馬傑偉著）[5]

## 外部連結
- 成員梁偉庭（Prodip）訪問聲軌及短片 （页面存档备份，存于）
- 《香港不明飛行物記錄》創作者梁偉庭訪問 （页面存档备份，存于）
- LMF-"The Wild Lazy Tour Finale" official facebook page （页面存档备份，存于）
- LMF:THE WILD LAZY TOUR official web site
- " www.ourradio.hk Broad-Band Music " 嘉賓：LMF全體成員